# Liste des aéroports au Brunei
Cette liste recense les aéroports au Brunei, classés par lieu.

## Aéroports
| Ville               | OACI | AITA | Aéroport                                      | Coordonnées                  |
| ------------------- | ---- | ---- | --------------------------------------------- | ---------------------------- |
| Bandar Seri Begawan | WBSB | BWN  | Aéroport international de Bandar Seri Begawan | 4° 56′ 39″ N, 114° 55′ 42″ E |
| Seria / Anduki      | WBAK |      | Aéroport d'Anduki (en)                        | 4° 38′ 12″ N, 114° 22′ 52″ E |

## Localisations
| Bandar Seri Begawan Anduki |